# Deokgwa-myeon
Deokgwa-myeon (koreanska: 덕과면)  är en socken i den södra delen av Sydkorea. Den ligger i kommunen Namwon i provinsen Norra Jeolla, 230 km söder om huvudstaden Seoul.